# Гайб, Теодор
Теодор Фридрих Гайб (нем. Theodor Friedrich Geib; 15 сентября 1885, Ландау — 26 ноября 1944, Фрайбург-им-Брайсгау) — немецкий генерал артиллерии вермахта во времена Второй мировой войны.

## Биография

### Происхождение и семья
Теодор Гайб был сыном администратора железной дороги Филиппа Якоба Гайба (1854—1909) и Августы Франц (1856—1939). Августа Франц была дочерью пастора, автора, редактора протестантской церковной газеты «Рассвет» и революционера 1849 года Фридриха Теодора Франца (1809—1864).
Был женат на Альме Марии Визельхубер. У них был сын Иоахим (1927—1992), который родился в Касселе, а затем эмигрировал в США.

### Карьера
Гайб вступил во 2-й пехотный артиллерийский полк баварской армии 15 июля 1904 года в качестве фанен-юнкера и получил звание лейтенанта в начале марта 1906 года после посещения Мюнхенской военной школы. Для повышения квалификации в 1908/1910 году Гайб был направлен в артиллерийско-инженерное училище. Когда разразилась Первая мировая война, он был обер-лейтенантом в запасном батальоне. 10 августа 1914 года стал командиром батареи 2-го резервного пешего артиллерийского полка. В начале сентября произведён в штаб полка урядником. Принимал участие в сражениях в Лотарингии, на Марне и Эне во Франции. 6 октября 1915 года назначен адъютантом генерала III пешей артиллерии. Армейского корпуса и в середине мая 1916 года произведён в гауптманы. С 16 ноября 1916 года по 27 февраля 1917 года Гайб снова был командиром батареи 2-го пешего артиллерийского полка, а затем адъютантом командира артиллерии 12-й пехотной дивизии во время кампании в Румынии. После заключения Фокшанского перемирия 9 марта 1918 года он был переведён в состав Главного артиллерийского штаба № 1 при главном штабе.
Награждён Железным крестом 1-го и 2-го класса и орденом «За боевые заслуги» 4-го класса с мечами.
После окончания войны 8 января 1919 года Гайб вернулся в свой регулярный полк. После демобилизации и роспуска объединения его приняли в рейхсвер. Первоначально он был адъютантом командования учебного района Графенвера, затем в июне 1921 года присоединился к штабу командования Куксхафена и четыре месяца спустя присоединился к командованию Вильгельмсхафена. 1 апреля 1923 года Гайб стал командиром 4-й (баварской) эскадрильи 4-го управления в Ландсберге-ам-Лехе. 1 марта 1925 года он перешёл в штаб 2-го дивизиона 7-го (Баварского) артиллерийского полка. В начале февраля 1927 года он был переведён в штаб 2-й группы в Касселе, где в том же году получил звание майора. В июне 1929 года Гайб был переведён в Управление вооружений сухопутных сил в министерстве рейхсвера в Берлине, а два года спустя он работал там в Департаменте снабжения армии.
Проживал в Берлине по адресу улица Иоганна Стегена, 17, округ Штеглиц-Целендорф.
В начале апреля 1934 года был назначен начальником штаба полевой инспекции свидетелей при Генеральном управлении армии, через год он был назначен начальником полевого инспекционного отдела, а в 1937 году он был полевым инспектором армии в должности фельдцейхмейстера. Главой его штаба был Вольфганг фон Клюге. На этой должности в начале 1942 года Теодор был произведён в генералы артиллерии. С 17 августа по 7 сентября 1943 года он находился в фюреррезервэ.
После перемирия в Италии Гайб был назначен военным главнокомандующим в Албании и Черногории, а также генеральным полномочным представителем Германии в Албании. На этой вновь созданной должности он находился в непосредственном подчинении начальника штаба Верховного командования вермахта Вильгельма Кейтеля и был заменён в 1944 году Отто Гуллманном. При этом Гайб действовал с 15 сентября 1943 года по 31 мая 1944 года в качестве полевого командира Цетине и с 15 апреля по 31 мая 1944 года в качестве генерального представителя Германии в Черногории. 9 ноября 1943 года он получил Немецкий крест в серебре.
После очередного перевода в фюреррезервэ в июне 1944 года он сменил в том же месяце Генриха Нихоффа на посту командующего армией на юге Франции. По пути к новому месту он пережил атаку французских партизан около Шалон-сюр-Сон 30 июля 1944 года, от последствий которой он умер несколько позже. Его преемником на юге Франции стал Эрнст Денер.